# Großsteingrab Königstedt
Das Großsteingrab Königstedt war eine megalithische Grabanlage der jungsteinzeitlichen Tiefstichkeramikkultur bei Königstedt, einem Ortsteil von Salzwedel im Altmarkkreis Salzwedel, Sachsen-Anhalt. Das Grab wurde im 19. Jahrhundert zerstört.

## Lage
Das Grab befand sich in Richtung Liesten, auf dem Gebiet der Wüstung Milow auf dem Flurstück „im kalten Busch“.

## Forschungsgeschichte
Erstmals dokumentiert wurde die Anlage in den 1830er Jahren durch Johann Friedrich Danneil. Bei einer erneuten Aufnahme der Großsteingräber der Altmark mussten Eduard Krause und Otto Schoetensack in den 1890er Jahren feststellen, dass das Grab in der Zwischenzeit im Zuge der Separation vollständig abgetragen worden war.

## Beschreibung
Das Grab war bereits bei Danneils Aufnahme teilweise zerstört. Es hatte eine steinerne Umfassung mit einer Länge von 9,4 m und eine Breite von 3,1 m. Die Umfassungssteine waren noch fast alle vorhanden. Auch die Wandsteine der Grabkammer standen noch, der Deckstein war hingegen bereits gesprengt worden. Maßangaben oder eine genauere Beschreibung der Kammer liegen nicht vor. Eine Bestimmung des Grabtyps ist daher nicht mehr möglich.